# Eneko Sagardoy
Eneko Sagardoy Mujika (Durango, 17 de enero de 1994) es un actor español de cine, teatro y televisión.

## Biografía
Eneko Sagardoy nació en Durango (Vizcaya) el 17 de enero de 1994. Ganó pronto reconocimiento gracias a su participación en la serie Goenkale de ETB1, interpretando el papel de Said en las temporadas 18 y 19. Posteriormente, Sagardoy hizo su debut en la pantalla grande bajo la dirección de Mireia Gabilondo en el largometraje Las manos de mi madre (2013). Siguió trabajando en cortometrajes y películas como The Night Watchman: La mina (2016), hasta que, en 2017, protagonizó la cinta dramática Handia, una película en euskera dirigida por Aitor Arregi y Jon Garaño que cuenta la historia del hombre más alto del mundo y la rivalidad entre hermanos. Por su interpretación como Joaquín, el hermano gigante, consiguió el galardón de los Premios Goya al Mejor actor revelación, convirtiéndose en el primero en conseguirlo con una interpretación en euskera. En 2018, su trabajo en la película Errementari, en la que encarna a un demonio, le valió el Premio Filmquest (Utah, EEUU) a Mejor Actor de Reparto.
En 2020, Eneko Sagardoy formó parte del elenco de la popular serie de HBO Patria, que sigue la historia de dos familias afectadas por el terrorismo de ETA en el País Vasco. Este proyecto le otorgó una nominación a mejor actor de reparto en los Premios Feroz 2021. En 2023 salta al panorama internacional y rueda a las órdenes de Roland Emmerich la superproducción de gladiadiores Those About to Die, protagonizada por Anthony Hopkins. Ese mismo año estrena como protagonista Irati de Paul Urkijo, que bate todos los récords de taquilla al convertirse en la cinta en euskera más vista de la historia. 
En paralelo desarrolla su extensa carrera como actor de teatro con más de 20 obras. Trabaja con directores de renombre internacional como Calixto Bieito (Obabakoak, 2017; Erresuma/Reino/Kingdom, 2022) o Pascal Rambert (Maitasunaren itxiera, 2021). Así mismo, trabaja con directores destacados de la escena española como Luis Luque (Fedra, 2018), con María Goiricelaya (Madre Coraje, 2020) o con Israel Elejalde (Tan solo el fin del mundo, 2023). Como dramaturgo, en 2022 escribe y protagoniza para el Teatro Arriaga su primera obra de teatro-ópera MOTO - Membra Jesu Nostri, dirigida por Lucía Astigarraga.
El año 2020 funda junto a su hermano, el productor Ander Sagardoy, la productora de cine Sumendi Filmak. Tras varios cortometrajes como productor, el año 2023 estrena su primer cortometraje también como director y guionista: Betiko gaua (La noche eterna).

## Trabajos
Entre los trabajos de Eneko Sagardoy:

### Cine
| Año  | Película                    | Personaje                | Director/a               |
| ---- | --------------------------- | ------------------------ | ------------------------ |
| 2012 | Amaren eskuak               | Enfermero                | Mireia Gabilondo         |
| 2015 | Argi                        | Rafa                     | Iratxe Mediavilla        |
| 2015 | The Night Watchman: La Mina | Combo                    | Miguel Ángel Jiménez     |
| 2015 | Sanctuaire                  | Peio                     | Olivier Masset-Depasse   |
| 2017 | La higuera de los bastardos | Gabino                   | Ana Murugarren           |
| 2017 | Handia                      | Miguel Joaquín Eleicegui | Aitor Arregi, Jon Garaño |
| 2018 | Errementari                 | Sartael                  | Paul Urkijo              |
| 2018 | Cuando dejes de quererme    | Félix                    | Igor Legarreta           |
| 2019 | El hijo del acordeonista    | Lubis                    | Fernando Bernués         |
| 2020 | Campanadas a muerto         | Nestor / Aitor           | Imanol Rayo              |
| 2021 | Mía y Moi                   | Biel                     | Borja De la Vega         |
| 2022 | Contando ovejas             | Ernesto                  | Jose Corral              |
| 2023 | Irati                       | Eneko Aritza             | Paul Urkijo              |
| 2025 | Karmele                     | Txomin Letamendi         | Asier Altuna             |
| 2025 | Sacamantecas                | Esteban                  | David Pérez Sañudo       |
| 2025 | Mi querida señorita         |                          | Fernando González Molina |

### Televisión
| Año         | Serie              | Canal                 | Personaje | Director/a                           | Notas        |
| ----------- | ------------------ | --------------------- | --------- | ------------------------------------ | ------------ |
| 2012 - 2013 | Goenkale           | ETB1                  | Said      | Olatz Beobide                        | 57 episodios |
| 2020        | Patria             | HBO                   | Gorka     | Félix Viscarret, Óscar Pedraza       | 8 episodios  |
| 2021        | Hondar Ahoak       | ETB1                  | Alex      | Koldo Almandoz                       | 4 episodios  |
| 2024        | Those About to Die | Peacock / Prime Video | Andria    | Roland Emmerich, Marco Kreuzpaintner | 7 episodios  |
| 2025        | La canción         | Movistar Plus+        | Carlos    | Alejandro Marín                      | 3 episodios  |

### Teatro
| Año  | Título                                            | Autor/a                                          | Director/a                   | Compañía                                                                               |
| ---- | ------------------------------------------------- | ------------------------------------------------ | ---------------------------- | -------------------------------------------------------------------------------------- |
| 2010 | Oinez dabilen jende eskasa                        | Joxe Martin Urrutia "Txotxe"                     | Joxe Martin Urrutia "Txotxe" | Karrika Antzerki Taldea                                                                |
| 2012 | Desberdinak                                       | Kotsob Teatroa                                   | Kotsob Teatroa               | Kotsob Teatroa                                                                         |
| 2013 | Inungane, sustraiak airean                        | Joxe Martin Urrutia "Txotxe"                     | Joxe Martin Urrutia "Txotxe" | Karrika Antzerki Taldea                                                                |
| 2013 | babEZlekua                                        | Mikel Uribelarrea                                | Mikel Uribelarrea            |                                                                                        |
| 2013 | Izarrak marrazten                                 | Joxe Martin Urrutia "Txotxe"                     | Nazaret Froufe               | Karrika Antzerki Taldea                                                                |
| 2013 | Náufragos                                         | Cristina Samaniego                               | Cristina Samaniego           | Espacio Espiral                                                                        |
| 2014 | Arren ganbara eta emeen sotoa                     | Luis Riaza                                       | Iñaki Ziarrusta              | ATX Teatroa                                                                            |
| 2015 | Arkimedesen printzipioa                           | Josep Maria Miró                                 | Carlos Panera                | Maskarada                                                                              |
| 2015 | Amodioaren ziega                                  | Xabier Mendiguren                                | Ander Lipus                  | Lauka Teatroa                                                                          |
| 2015 | Zergatik, Jamil? / ¿Por qué, Jamil?               | Patxo Tellería                                   | Patxo Tellería, Jokin Oregi  | Tartean Teatroa                                                                        |
| 2016 | Último tren a Treblinka / Azken trena Treblinkara | Patxo Tellería                                   | Mireia Gabilondo             | Vaivén Producciones                                                                    |
| 2017 | Heriotza Bikoitza                                 | Jon Ander Alonso                                 | Jon Ander Alonso             | Ze onda                                                                                |
| 2017 | Obabakoak                                         | Bernardo Atxaga                                  | Calixto Bieito               | Teatro Arriaga                                                                         |
| 2018 | Fedra                                             | Paco Bezerra                                     | Luis Luque                   | Festival Internacional de Teatro Clásico de Mérida                                     |
| 2019 | Egmont                                            | Johann Wolfgang von Goethe, Ludwig van Beethoven | Rubén Gimeno                 | EGO                                                                                    |
| 2020 | Madre Coraje / Ama Kuraia                         | Bertolt Brecht                                   | María Goiricelaya            | Teatro Arriaga                                                                         |
| 2021 | Maitasunaren itxiera                              | Pascal Rambert                                   | Pascal Rambert               | Teatro Arriaga                                                                         |
| 2022 | Erresuma/Kingdom/Reino                            | William Shakespeare                              | Calixto Bieito               | Teatro Arriaga, Teatro Español                                                         |
| 2022 | Moto - Membra Jesu Nostri                         | Eneko Sagardoy, Dietrich Buxtehude               | Lucía Astigarraga            | Teatro Arriaga                                                                         |
| 2023 | Tan solo el fin del mundo                         | Jean Luc Lagarce                                 | Israel Elejalde              | Teatro Español, Teatro Kamikaze                                                        |
| 2024 | Lucha y metamorfosis de una mujer                 | Édouard Louis                                    | Fernando Bernués             | Tanttaka Teatroa, Teatro Arriaga, Teatro Victoria Eugenia, Teatro Principal de Vitoria |
| 2025 | Vulcano                                           | Victoria Szpunberg                               | Andrea Jiménez               | Centro Dramático Nacional                                                              |

```
[
4
]
```

### Radio
- Artxipelagoa (2021)

## Premios
Medallas del Círculo de Escritores Cinematográficos
| Año  | Categoría        | Película | Resultado |
| ---- | ---------------- | -------- | --------- |
| 2017 | Actor revelación | Handia   | Ganador   |

Premios Goya
| Año  | Categoría                     | Película                      | Resultado |
| ---- | ----------------------------- | ----------------------------- | --------- |
| 2018 | Mejor actor revelación        | Handia                        | Ganador   |
| 2025 | Mejor Cortometraje de Ficción | Betiko gaua (La noche eterna) | Nominado  |

Festival Internacional de Punta del Este
| Año  | Categoría   | Película | Resultado |
| ---- | ----------- | -------- | --------- |
| 2018 | Mejor actor | Handia   | Ganador   |

Premios de la Unión de Actores y Actrices
| Año  | Categoría              | Película | Resultado |
| ---- | ---------------------- | -------- | --------- |
| 2018 | Mejor actor revelación | Handia   | Ganador   |

Filmquest Festival de Utah
| Año  | Categoría              | Película    | Resultado |
| ---- | ---------------------- | ----------- | --------- |
| 2018 | Mejor actor de reparto | Errementari | Ganador   |

Premios Forqué
| Año  | Categoría                          | Película                      | Resultado |
| ---- | ---------------------------------- | ----------------------------- | --------- |
| 2024 | Mejor Cortometraje Cinematográfico | Betiko gaua (La noche eterna) | Nominado  |

Premios Feroz
| Año  | Categoría                           | Serie  | Resultado |
| ---- | ----------------------------------- | ------ | --------- |
| 2020 | Mejor actor de reparto en una serie | Patria | Nominado  |

Premios de la Euskal Aktoreen Batasuna
| Año  | Categoría                 | Título               | Resultado |
| ---- | ------------------------- | -------------------- | --------- |
| 2018 | Mejor Actor de Teatro     | Heriotza Bikoitza    | Nominado  |
| 2022 | Mejor Actor de Teatro     | Maitasunaren Itxiera | Nominado  |
| 2022 | Mejor Actor de Televisión | Hondar ahoak         | Nominado  |
| 2024 | Mejor Actor de Cine       | Irati                | Ganador   |